# Neurochorema armstrongi
Neurochorema armstrongi là một loài Trichoptera trong họ Hydrobiosidae. Chúng phân bố ở miền Australasia.